# جرمی شوگرمن
جرمی شوگرمن اخلاف‌پژوه آمریکایی و استاد اخلاق زیستی و پزشکی در موسسه اخلاق زیستی جانز هاپکینز برمن است. وی عضو انجمن پیشرفت علوم آمریکا، کالج پزشکان آمریکا و مرکز هاستینگز است. 